# Túlmunka Magyarországon
A túlmunka a teljes napi munkaidőn felüli végzett munka, beleértve a nem munkanapon végzett munkát is.
Munkanapok: általában a hétfő-péntek közötti napok. Egyenlőtlen munkarendben a munkáltató másképp szabályozhatja a munkanapokat, a kormány pedig (keddre vagy csütörtökre eső állami ünnep esetén) munkanap-cserét írhat elő.
Teljes napi munkaidő: általában 8, legfeljebb 12 óra, de ennél kevesebb is lehet (bizonyos munkakörökben vagy részmunkaidőben). 8 óránál hosszabb napi munkaidő tipikusan ügyeleti rendben dolgozóknál fordul elő. Ilyenkor nem jár túlmunkadíj a 8 óránál hosszabb munkanapokra.
A munkáltatónak a feladatkörébe tartozó tevékenységeket úgy kell megszerveznie, hogy a munkavállalók ezeket a tevékenységeket a munkarend szerint beosztott munkaidejükben elvégezhessék. Átmeneti időszakban, rendkívüli gazdasági illetve egyéb körülmények az ezt meghaladó időtartamú munkavégzést is szükségessé tehetik.

## Fogalmak

### Általános munkarend
A munkaidő-beosztás szabályait a munkaadó állapítja meg,  de átengedheti a munkavállalónak is (kötetlen munkarend).
Általános munkarend hétfőtől péntekig tart, a munkaidő hossza csak a hét napjától függ (a közigazgatásban pl. pénteken rövidebb, amit az előző négy napon ledolgoznak). Általános munkarend a kötetlen munkarend is.

### Egyenlőtlen munkarend
Az általános munkarendtől eltérés az egyenlőtlen munkarend, ami kétféle lehet:
- munkaidőkeret: szombat/vasárnap is kell dolgozni, ügyeleti rend (is) van
- elszámolási időszak: idényjellegű munkák, pl. a mezőgazdaságban nyáron több, télen kevesebb munkaidő.

A munkáltató a munkaidő-beosztást legalább egy héttel korábban közli,  és legkésőbb a munkap előtt négy nappal módosíthatja.
A munkaidőkeret hossza 4, bizonyos munkakörökben 6 hónap. A kollektív szerződés lehetővé tehet akár 3 éves munkaidőkeretet is, mely a kollektív szerződés megszűnése után is érvényben marad (amíg az időkeret véget nem ér).

### Rendkívüli munkaidő
Rendkívüli munkaidő (a köznyelvben túlóra) az általános munkarendtől, a munkaidő-beosztástól vagy a munkaidőkerettől eltérő munkaidő, továbbá az ügyelet.

### Munkaidőkorlátok
A korlátok szempontjából nincs különbség az egyenlőtlen munkarendben és rendkívüli munkavégzésben keletkezett túlmunka között: a kettő összege számít.

#### Napi korlátok
A napi munkaidő nem lehet 4 óránál kevesebb  és 12 óránál több, a heti munkaidő pedig legfeljebb 48 óra lehet. Készenléti munkakörben a napi munkaidő akár 24 óra is lehet, a heti legfeljebb 72 óra.

#### Éves korlátok
Naptári évenként 250 óra rendkívüli munkaidő rendelhető el, kivéve, ha a munkáltató írásban megállapodott a munkavállalóval további, legfeljebb 150 óra önként vállalt túlmunkában. A munkavállaló a megállapodást a naptári év végére mondhatja fel.
A fentieket arányosan kell alkalmazni, ha
a) a munkaviszony év közben kezdődött,

b) határozott időre vagy

c) részmunkaidőre jött létre.

### A kifizetés ideje
A rendkívüli munkaidőért járó szabadidőt legkésőbb a következő hónap végéig ki kell adni. A bér kifizetéséről a törvény külön nem rendelkezik, vagyis a rendkívüli munkaidőért járó bért is a szokásos bérfizetési napon kell kifizetni.
Az egyenlőtlen munkarendben (munkaidőkeretben vagy elszámolási időben) dolgozók túlmunkájának a mértéke az időszak elteltével derül csak ki, így kifizetni is csak azután lehet. Szabadidőt kiadni természetesen lehet korábban is, a megfelelő beosztással.

## A rendkívüli munkavégzés szabályai
Kivételes esetben a munkáltató a munkavállalót rendkívüli munkaidőben való munkavégzésre kötelezheti („túlóra”). Rendkívüli munkaidőben való munkavégzésnek kell tekinteni a napi munkaidőt meghaladó idejű munkavégzést, a heti pihenőnapon vagy munkaszüneti napon történő munkavégzést, továbbá a meghatározott helyen és ideig való készenlétet.
A rendkívüli munkaidőt a munkavállaló kérése esetén írásban kell elrendelni. Munkaszüneti napon rendkívüli munkaidő a rendes munkaidőben e napon is foglalkoztatható munkavállaló számára rendelhető el.
Rendkívüli munkaidő csak az aznapra munkára beosztott számára rendelhető el. A rendkívüli munkaidőre is vonatkoznak a munkaidőkorlátok.
Nem korlátozott a rendkívüli munkaidő elrendelése baleset, elemi csapás, súlyos kár, az egészséget vagy a környezetet fenyegető közvetlen és súlyos veszély megelőzése, elhárítása érdekében.

## A túlmunka szabályainak módosulása 2019. január 1-től
A Munka Törvénykönyve több ponton módosult 2019. január 1-től. Ezek közül kettő komoly felháborodást okozott:
- az „önként vállalt túlmunka” fogalmának létrehozása.[Mt 19] Korábban önkéntes alapon sem lehetett túllépni az évi 250 órás túlmunkát.
- nőtt a munkaidőkeret lehetséges hossza a korábbi 1 évről 3 évre, feltéve, hogy a kollektív szerződés ezt lehetővé teszi.[Mt 12]

A törvénynek már a parlamenti tárgyalása is viharos volt, a 2018. december 12-i elfogadása után pedig tüntetés-sorozat kezdődött, mely e szócikk írásakor még tart.